# Violent Cop
Violent Cop (jap. その男、凶暴につき Sono otoko, kyōbō ni tsuki) ist ein japanischer Spielfilm aus dem Jahr 1989. Regie bei dem Drama führte Takeshi Kitano, das Drehbuch schrieb Hisashi Nozawa. Produziert wurde der Kriminalfilm von Bandai Media Division und Shochiku-Fuji Company.

## Handlung
Der unverheiratete 39-jährige Wagatsuma Ryosuke aka Azuma, ein für seine unorthodoxen Methoden bekannter Polizist und Schläger, der wenig auf die korrekte Einhaltung der Dienstvorschriften gibt, arbeitet als Ermittler bei der Mordkommission. Durch seine brutale Art der Verbrechensaufklärung gerät er immer wieder in Konflikt mit den Vorgesetzten seines Präsidiums. Dennoch weist ihm der neue Polizeichef den jungen und unerfahrenen Kikuchi zu und es dauert nicht lange, bis die beiden gemeinsam den Mord an einem stadtbekannten Dealer untersuchen. Kikuchi kommt anfangs mit der direkten und rüden Art Azumas nicht klar, gewöhnt sich jedoch nach einer Weile an den erfahrenen Kollegen.
Im Zuge ihrer Ermittlungen können die beiden einen Dealer überführen, der Azumas Kollegen und besten Freund Iwaki als Drogenlieferant und -händler bezichtigt, der Bestände aus polizeilich sichergestellten Beschlagnahmen weiterveräußern soll. Kurze Zeit später wird Iwaki erhängt an einer Brücke gefunden. Alles spricht zunächst für Selbstmord, doch damit will sich Azuma nicht zufriedengeben. Nach weiteren Recherchen in dem komplizierten Fall und weiteren Morden, deckt er Korruption innerhalb der Polizei auf sowie Verbindungen zur Drogenmafia um Yakuza-Boss Nito und dessen kaltblütigen Killer Kiyohiro. Azuma kommt schon bald dem Mörder seines besten Freundes, Kiyohiro, auf die Spur, kann ihn jedoch aus Mangel an Beweisen nicht verhaften. Eine von ihm selbst untergeschobene Droge dient Azuma während einer Hausdurchsuchung in Kiyohiros Wohnung als Grund, ihn aufs Präsidium mitzunehmen, wo er den Killer schwer misshandelt. Aufgrund wiederholter Übergriffe auf Schutzbefohlene wird er daraufhin unehrenhaft aus dem Polizeidienst entlassen.
Azuma lässt den Fall vorerst ruhen, bis seine geistig verwirrte Schwester Akari, mit der er zusammenwohnt, entführt und vergewaltigt wird. Er selbst entgeht dabei einem Mordanschlag durch Kiyohiro, der, dabei eigenen Interessen folgend, die Auseinandersetzung mit Azuma sucht. Yakuza-Boss Nito erkennt daraufhin, dass Kiyohiro aufgrund mangelnder Loyalität und wachsender Eigeninitiative nicht mehr länger für die Organisation tragbar ist und trennt sich daraufhin von seinem Auftragskiller. Ohne dessen Schutz wird er jedoch bald ein Opfer Azumas, der ihn kaltblütig und ohne ein Wort zu verlieren in seiner Zentrale und vor seinen Männern erschießt. Am Ende des Films duellieren sich Azuma und Kiyohiro in einer Lagerhalle, beide schwer verwundet. Azuma streckt Kiyohiro nieder und entdeckt seine mit Drogen gefügig gemachte Schwester. Akira erkennt ihren Bruder nicht, da sie nur noch krabbelnd nach Spritzen für ihren nächsten Schuss tasten kann. Azuma erträgt diesen Anblick nicht und erschießt seine eigene Schwester. Nur wenige Sekunden später wird auch er am Tatort von Nitos ehemaliger rechter Hand und legitimen Nachfolger aus nächster Nähe erschossen.
Im Epilog sieht man Kikuchi einen Umschlag vom neuen Yakuza-Boss in Empfang nehmen, der eine gute Zusammenarbeit anbietet.

## Kritiken
J. Hoberman von The Village Voice war der Meinung, Kitano als Darsteller würde hier viel mit Körpersprache arbeiten, im Unterschied zu dem jungen Mifune allerdings mehr mit einer felsenartigen (a rock of concentration). Er glaubt, ein- oder zweimal ein Lächeln an dieser Version des Dirty Harry bemerkt zu haben.  Die Musik wäre bei dem Computerspiel Tetris besser aufgehoben gewesen.  Dennis Schwartz schloss sich insoweit an, als dass der „irgendwie liebenswerte Monster-Polizist“ Azuma zweifellos eine „psychotische Einstellung zu seinem Beruf“ hätte. 
Das Lexikon des internationalen Films fand, der Filmemacher würde die „Erwartungshaltung des Zuschauers mal bestätig[en], mal wirkungsvoll ins Leere“ laufen lassen. 
Steve Rhodes, dem Violent Cop nicht gefiel, beschrieb ihn als Charakterstudie beginnend, „die schnell zu einer Sammlung von stilisierten Gewalttaten verkommt“ und spricht von anschwellender, abscheulicher Brutalität (increasingly horrific violence). Er hält fest, dass Azuma sich noch nicht einmal duckt, wenn er in einen Kugelhagel läuft.  Scott Macaulay sprach 1998 im Filmmaker Magazine von einem Anteil Sozialkritik, komischem Nihilismus, und von einem schockierenden Ende.  Bowyer und Choi stellten einen „beunruhigenden Stoizismus“ und „formelle Disziplin“ bis zum „höllisch finstere[n] Finale“ fest (S. 131).
Chuck Stephens erwähnte in Film Comment ein Chaos (der Gesellschaft), das der Film zugleich „verurteilt und umarmt“. 

„Es ist schwer zu ermitteln, woher der Film Violent Cop kommt. […] der Film schildert ein Japan, in dem praktisch jeder ein Soziopath ist. War Violent Cop als Satire gedacht? Als warnende Erzählung?“

B.Rebhandl über die Yakuza in Violent Cop: „Ihnen fehlt etwas, was ihre Handlungsweisen als spezifisch human ausweisen würde.“

## Entstehungsgeschichte
Ursprünglich wollte Kinji Fukasaku den Film drehen. Er wollte Takeshi Kitano als Schauspieler dafür mehrere Wochen am Stück tagtäglich am Dreh haben, jedoch konnte dieser diesen Terminplan aufgrund seiner Fernsehshows zu dieser Zeit nicht einhalten. Daraufhin zerstritten sich Takeshi und Fukasaku, sodass Letzterer das Projekt fallen ließ. Okuyama, der Produzent, fragte daraufhin, eigentlich eher aus Spaß, ob dieser nicht den Film drehen möchte. Kitano, der schon länger den Wunsch hegte, einen Film zu drehen, stimmte zu. Kitano dazu: „[…] meine Crew hatte ebensoviel Angst vor mir, wie ich vor ihnen.“ 
Der Stab stand Kitano zu Beginn skeptisch gegenüber, sodass er angeblich am ersten Drehtag mit einem Samuraikostüm  vor das Team trat. Vor allem die Art, wie der Regieneuling die Kamera einstellte, sorgte für Aufsehen. Die Kamerabewegungen wurden minimiert. Dies sollte später auch typisch werden für seine Filme und einen eigenen Stil deutlich herausheben. Kitanos Minimalismus bezog sich auch auf seine Dialoge. Stille und unbewegte Einstellungen ziehen sich durch alle seine Filme. 
In Japan war der Film zuerst kein großer Erfolg, während er in Europa schnell Kultstatus erlangte.. 
Takeshis Kommentar zum Film: „Das Problem war, dass ich noch nie Regie geführt und es auch nie studiert hatte, obwohl ich einiges an Filmen konsumiert habe. Da war eine Filmcrew, die schon eine lange Zeit in der Filmindustrie tätig war und die die standardisierten Methoden verinnerlicht hatte. Diese Methoden basierten auf dem Einfluss des Westens – das Bewegen der Kamera, verschiedene Kameraeinstellungen. Das Problem mit dem Bewegen der Kamera in Japan aber ist, dass man immer, wenn man sie bewegt, etwas im Bild hat, was man da nicht haben möchte. Also habe ich mit der Crew lange gekämpft, bis ich diese Einstellungen fast ohne jede Bewegung im Kasten hatte. Nachdem der Film rauskam, sagten die Leute, dass ich keine Ahnung vom Filme machen hätte“. 

## Verschiedenes
In die Filmmusik ging eine Melodie von Erik Satie ein. 
Die IMDb berichtet, das Drehbuch in seiner Rohfassung wäre tatsächlich eine Komödie gewesen, bevor Kitano sich dessen annahm.  Kitano wird eine Metapher zugeschrieben, nach der derjenige, der auf einer Bananenschale ausrutscht, Gewalt empfindet, für den Betrachter das Ganze aber eine Komödie gäbe. 
Kitanos Cop wurde mit Clint Eastwoods stoischer Dirty-Harry-Figur oder mit Jean-Pierre Melvilles reglosem Der eiskalte Engel aus dem Jahr 1967 verglichen und als Inbegriff der Coolness verstanden. 

## Auszeichnungen
Takeshi Kitano gewann den Japanese Academy Award 1990 als Populärster Darsteller und war auch als Bester Hauptdarsteller nominiert, musste sich aber Rentarō Mikuni geschlagen geben, der für Rikyu, der Teemeister und Tsuribaka nisshi ausgezeichnet wurde. Den Nikkan Sports Film Award erhielt er als Bestes neues Talent für sein Regiedebüt. In der Kategorie Beste Regie wurde er beim Yokohama Film Festival ausgezeichnet.